# سوفیا جکس بلیک
سوفیا لوئیزا جکس بلیک (انگلیسی: Sophia Louisa Jex-Blake) زادهٔ ۲۱ ژانویه ۱۸۴۰ و در گذشته به تاریخ ۷ ژانویه ۱۹۱۲م، در سن ۷۱ سالگی، یک پزشک و استاد مدرس انگلیسی بود.
سوفیا جکس بلیک، یکی از پیشگامان جنبش زنان در پادشاهی متحد بریتانیای کبیر و ایرلند بود و در ایجاد امکان تحصیلات پزشکی برای زنان نقشی اساسی داشت. او به همراه ۶ زن دیگر که مجموعاً به عنوان هفت ادینبورگ معروف شدند، در سال ۱۸۶۹م، اولین زنانی بودند که تحصیل در رشته پزشکی در دانشگاه ادینبورگ را آغاز کردند. جکس بلیک خود اولین پزشک زن شاغل در اسکاتلند بود. در دورانی که امکان تحصیل زنان در رشتهٔ پزشکی بسیار محدود بود و هیچ مرکز آموزشی ویژه برای زنان در رشته‌های مربوط مانند مامایی وجود نداشت، جکس بلیک در تأسیس دو دانشکده پزشکی ویژه بانوان در لندن و ادینبورگ نقشی اساسی داشت و یکی از بانیان احداث دانشکده پزشکی زنان در لندن بود.

## پیشینه

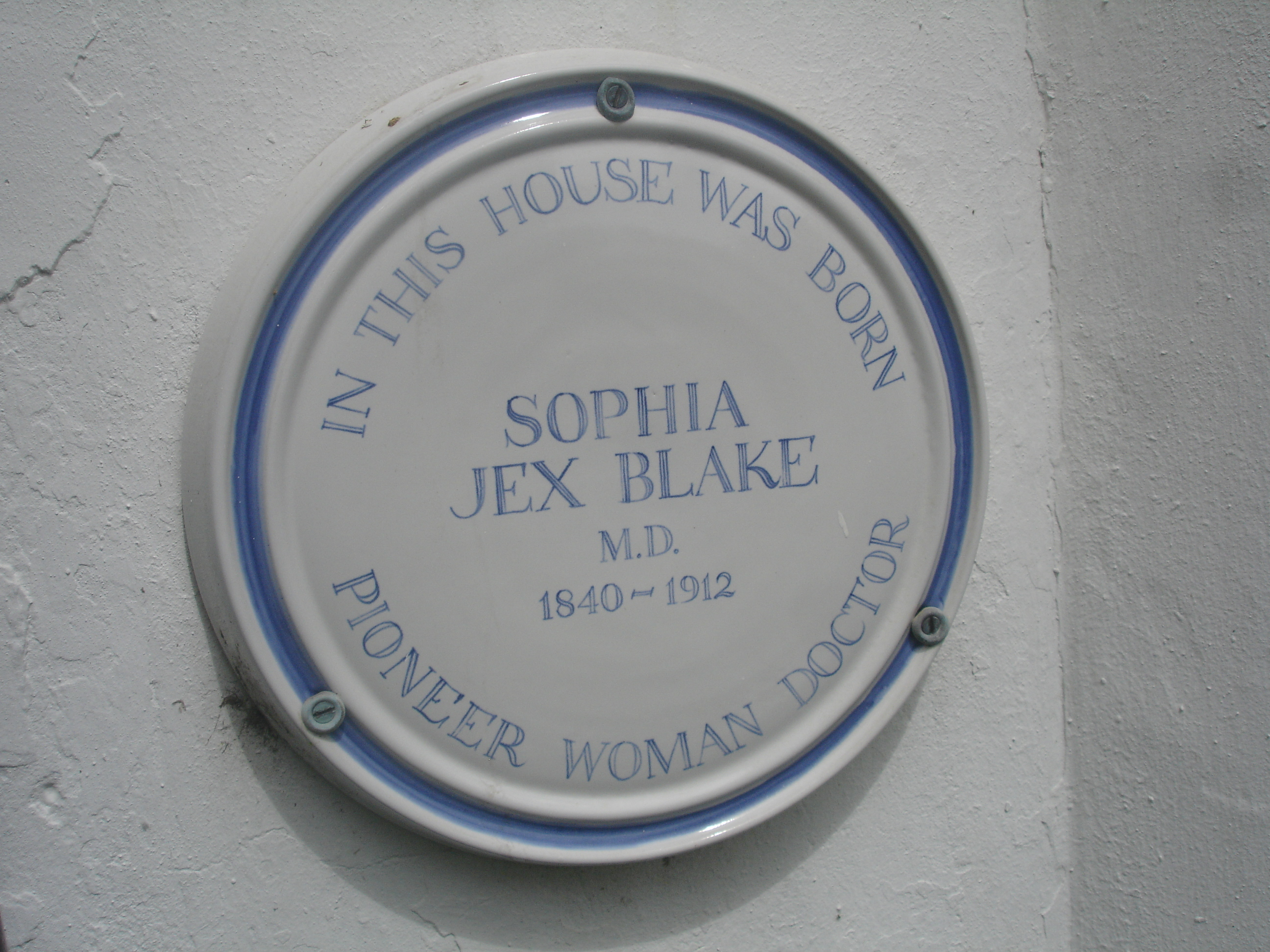
لوح یادبود زادگاه سوفیا جکس بلیک

### کودکی و اوایل جوانی
سوفیا جکس بلیک در سال ۱۸۴۰م، در هیستینگز به دنیا آمد. پدرش وکیل بازنشسته ای بود که سرپرستی یک انجمن حقوق سنتی مدنی را نیز بر عهده داشت. برادر سوفیا بعدها به مقام اسقف کلیسای جامع ولز منصوب شد و دختر برادرش نیز بعدها در کالج گیرتون (کمبریج) به عنوان یکی از کارمندان عالی‌رتبه مشغول کار شد. جکس بلیک تا سن ۸ سالگی در محیط خانه آموزش دید و سپس در چند مدرسه خصوصی واقع درجنوب انگلستان تحصیلات متوسطه خود را به اتمام رساند. در سال ۱۸۵۸م، علی‌رغم مخالفت والدینش در کالج کوئینز لندن ثبت نام کرد. سال بعد در حالی که سوفیا خود هنوز مشغول تحصیل بود به وی پیشنهاد تدریس ریاضیات در کالج شد. سوفیا جکس بلیک این دعوت را پذیرفت و تا سال ۱۸۶۱م، عهده‌دار تدریس ریاضی به دانشجویان کالج بود. در این دوره او مدتی در خانه یکی از رهبران زن جنبش اصلاحگرا زندگی کرد، اما بابت حق تدریس، دست مزدی دریافت نکرد.

در تابستان سال ۱۸۶۵م، با پایان یافتن جنگ داخلی آمریکا جکس بلیک به ایالات متحده سفر کرد تا دربارهٔ آموزش زنان بیشتر بیاموزد. در این سفر وی از مراکز و مدارس مختلفی بازدید کرد و به شدت تحت تأثیر نظام آموزش همگانی در آنجا قرار گرفت. بعدها وی از تجارب خود در این مورد گزارشی به صورت یک کتاب منتشر کرد و بعضی از مدارس و کالج‌های آمریکایی را وصف نمود. در همین سفر سوفیا جکس بلیک در
بوستون با یکی از پزشکان زن بیمارستان زنان و کودکان در نیو انگلند آشنا و دوست شد و مدتی در همان بیمارستان کار کرد. این دوستی که تا پایان عمر آن دو دوام آورد، نقطه عطفی در زندگی سوفیا جکس بلیک بود. زمانی که او دریافت حرفه پزشکی در انحصار مردان نیست و او این شغل را برای آینده اش برگزید.

در سال ۱۸۶۷م، سوفیا جکس بلیک به کمک یکی از پزشکان زن بیمارستان زنان و کودکان در نیو انگلند نامه ای به رئیس دانشگاه هاروارد نوشت و از وی مستقیماً درخواست پذیرش به دانشگاه به منظور تحصیل در رشته پزشکی نمود. یک ماه بعد پاسخ منفی درخواستش به دستش رسید. در نامه رئیس دانشگاه آمده بود که متأسفانه برای تحصیل زنان در رشته پزشکی هیچ بخشی پیش‌بینی نشده‌است. سال بعد سوفیا امیدوار بود در کالج پزشکی جدیدی که توسط الیزابت بلکول در نیویورک تأسیس شده بود، ثبت نام کند. اما در همان سال پدرش را از دست داد و به ناگزیر برای همنشینی با مادرش به انگلستان بازگشت.

### رقابت عادلانه
در سال ۱۸۶۹م، در کتابی نوشته ژوزفین باتلر که در مورد کار و فرهنگ زنان بود، مقاله سوفیا جکس بلیک با عنوان «پزشکی حرفه ای برای زنان» منتشر شد. در این مقاله جکس بلیک ادعا کرده بود که مراقبت از بیماران، بخشی از طبیعت و غریزه زنان است. با این حال نظام آموزشی تحصیل دختران را تنها به کار در خانه و صنایع دستی محدود کرده و عملاً به آنها اجازه شرکت در یک رقابت منصفانه و مشارکت در امور بهداشتی در مقام پزشک نمی‌دهد. در این مقاله او خاطر نشان ساخته بود که هیچ مدرک عینی دال بر برتری مردان در تصدی مشاغل پزشکی وجود ندارد. در همین مقاله او پیشنهاد کرده بود که این ادعا را می‌توان در عمل در یک رقابت عادلانه و بی آنکه امتیازی برای زنان قائل شوند به محک آزمایش گذاشت. کافی است زنان بعد از دریافت آموزشی برابر با مردان مورد همان امتحاناتی قرار گیرند که برای مردان در نظر گرفته شده‌است، تا ثابت شود که زنان برای تصدی مشاغل پزشکی چیزی از مردان کم ندارند.

### مبارزه

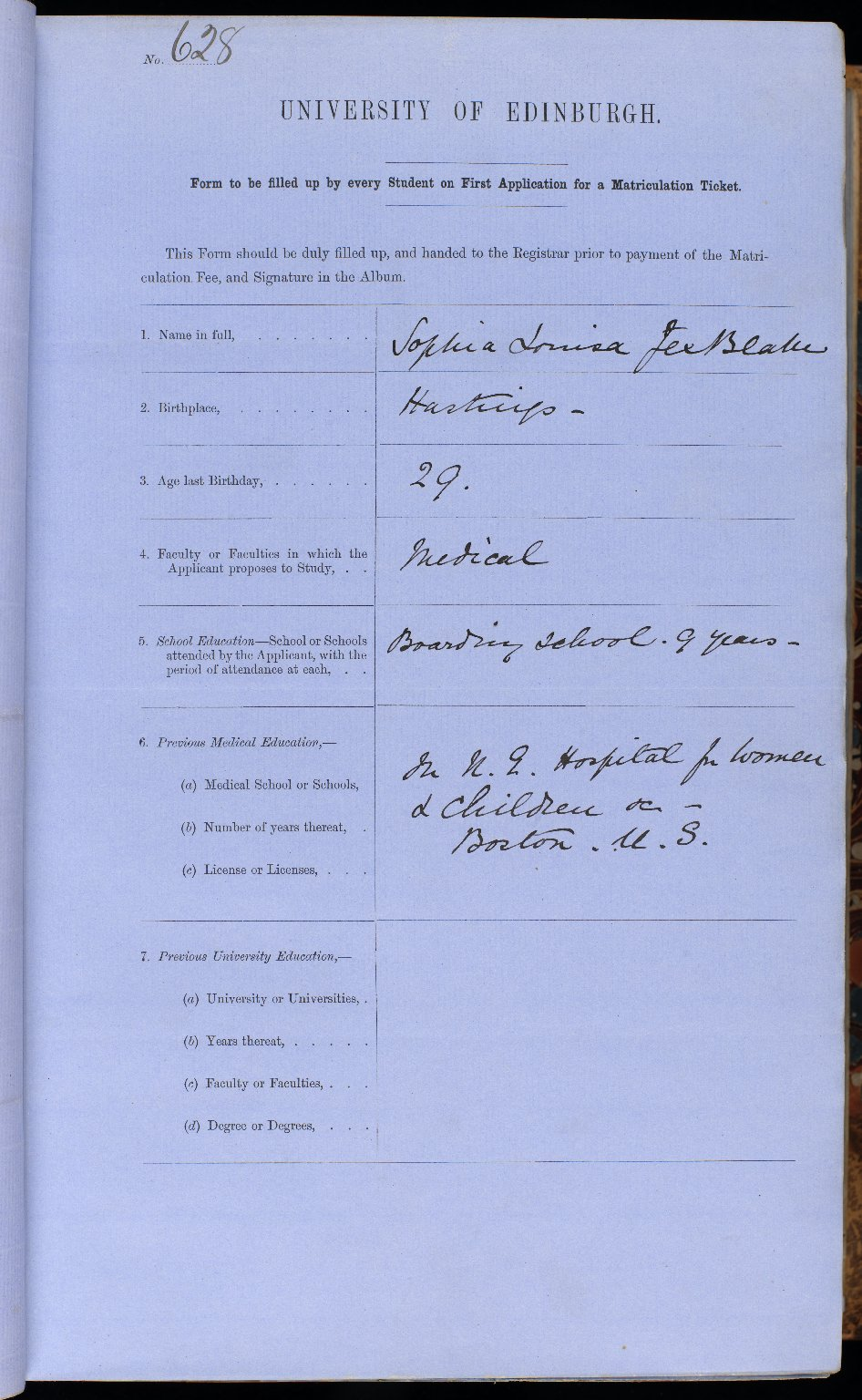
درخواست جکس بلیک برای تحصیل در دانشگاه ادینبورگ در آرشیو دانشگاه نگهداری می‌شود.

سوفیا جکس بلیک مصمم بود تا به تحصیل پزشکی در بریتانیا بپردازد؛ و از آنجایی که در آن زمان فضای سیاسی و آموزشی در اسکاتلند از روشنی و آزادی بیشتری برخوردار بود، نتیجه گرفت که اگر در بریتانیا اصولاً دانشگاهی به زنان اجازه تحصیل در رشته پزشکی بدهد، آن دانشگاه در اسکاتلند خواهد بود. در ماه مارس سال ۱۸۶۹م، جکس بلیک درخواستی برای تحصیل در رشته پزشکی به دانشگاه ادینبرو ارسال کرد. اگر چه دانشکده پزشکی و کادر علمی دانشکده این درخواست را طبق اصول پذیرفتند اما سازمان اداری دانشگاه به این بهانه که قادر نیست مقدمات لازم را تنها به خاطر یک متقاضی زن مهیا کند، در عمل درخواست وی را رد کرد.

این جواب منفی سوفیا جکس بلیک را بر آن داشت که برای جلب حمایت مردمی، متوسل به نشریات ملی نظیر اسکاتسمن شود و به آگاهی زنان بپردازد. در تابستان سال ۱۸۶۹م، دومین درخواست به صورت گروهی متشکل از ۵ زن ارسال شد. این گروه که سپس دو نفر دیگر بر آن افزوده شد، بعدها به گروه هفت تن ادینبرو معروف گشت. مطالبه این گروه
حق برخورداری از کلیه امکانات آموزشی در رشته پزشکی و شرکت در تمام امتحانات لازم برای دریافت مدرک دکترای پزشکی بود. این درخواست گروهی نهایتاً مورد پذیرش هیئت رئیسه دانشگاه قرار گرفت و به این ترتیب دانشگاه ادینبورگ اولین دانشگاه در تاریخ بریتانیا بود که به زنان اجازه تحصیل در رشته پزشکی به قصد دریافت دکترا داد.

بعد از این موفقیت سوفیا جکس بلیک در نامه ای به دوست آمریکایی خود که یک پزشک زن بود نوشت:
ورود به یک دانشگاه بریتانیایی که برای اولین بار درهایش را به روی زنان باز می‌کند، رویداد بزرگی است. اینطور نیست؟— سوفیا جکس بلیک

### بالا گرفتن دشمنی و بازستاندن حق تحصیل
با آغاز تحصیل زنان در دانشکده پزشکی و مرئی شدن قدرت رقابت آنان با مردان، به تدریج بر بار خصومت علیه زنان دانشجو افزوده شد. این خصومت به انواع مختلف از جمله ارسال نامه‌های توهین آمیز، شوخی‌های زننده یا تهدید آمیز به نمایش گذاشته شد. این تظاهرات خصمانه در تاریخ ۱۸ نوامبر ۱۸۷۰م، در سالن جراحان به اوج خود رسید. در هنگام ورود دانشجویان دختر به سالن کالبدشکافی، یک جماعت خشمگین متشکل از بیش از ۲۰۰ نفر با فریاد، توهین و پرتاب زباله مانع ورود دختران به سالن شدند.
اخبار این ماجرا به عنوان نخست روزنامه‌ها تبدیل شد. به این ترتیب حمایت مردم از دختران دانشجو تقویت شد. اما از طرف دیگر چند تن از اعضای با نفوذ دانشکده پزشکی موفق شدند تصمیم نهایی را به دادگاه عالی واگذار کنند. دادگاه عالی نهایتاً تشکیل شد و با صدور حکمی پذیرش دانشجویان دختر در رشته پزشکی را غیرقانونی تشخیص داد و اعلام کرد که این دختران نباید از روز اول پذیرفته می‌شدند. به این ترتیب مدارک و حق ادامه تحصیل دختران در دانشکده پزشکی دانشگاه ادینبورگ بعد از طی یک روند قضایی چند ساله در سال ۱۸۷۳م، پس گرفته شد.
بعضی از این دختران دانشجو به دانشگاه های اروپایی رفتند که از قبل به زنان اجازه تحصیل در رشته پزشکی داده شده بود و تحصیلات خود را در آنجا تکمیل کردند.

### انجام اصلاحات
سرانجام در سال ۱۸۷۷م، در سایر دانشگاه‌های بریتانیا به زنان اجازه تحصیل در رشته پزشکی اعطاء شد. جیمز استنسفلد، سیاستمدار رادیکال حزب لیبرال بریتانیا که از نزدیک مبارزات لندن و تحولات مربوط به وضعیت دختران دانشجو را پیگیری می‌کرد، در گزارشی از سیر این تحولات به اختصار نوشت:

سوفیا جکس بلیک بیشترین سهم را در رسیدن به این مقصود داشته‌است. ادعای من این نیست که او عامل نهایی پیروزی بوده‌است. چرا که عامل اصلی پیروزی نهایی چیزی جزء بایای زمان نبود. این درسی از تاریخ است که نمی‌توان مانع پیشرفت شد؛ و اگر کسی در مقابل اصلاحات مقاومت کند، در عمل باعث گسترش و سرعت بیشتر اصلاحات خواهد شد. وقتی زمان انجام اصلاحات فرا می‌رسد، مخالفان نه تنها به دنبال ارابه پیشرفت کشیده می‌شوند، بلکه به حرکت چرخهایش می‌افزایند. قویترین قوا، موافق یا مخالف، صرف نظر از ظاهر امر، در واقع بزرگ‌ترین مددکاران پیشرفتند. از نظر من مخالفت رئیس دانشگاه ادینبرو از یک طرف و در مقابل پافشاری دختران دانشجوی متقاضی به رهبری سوفیا جکس بلیک از طرف دیگر بیشترین سهم را در تسریع این تحولات داشته‌اند.

### احراز صلاحیت و دریافت دکترا
سوفیا جکس بلیک، به مطالعه و تحصیل ادامه داد و در عین حال در مبارزات سیاسی حضور داشت. این مبارزات در تأسیس دانشکده پزشکی زنان در لندن نقش داشت. قانون جدیدی تصویب شد که به مقامات مسئول امور پزشکی اجازه می‌داد برای همه متقاضیان واجد شرایط، صرف نظر از جنسیت، مجوز صلاحیت صادر کنند. اولین مؤسسه ای که از این قانون بهره عملی برد کالج سلطنتی پزشکان ایرلند بود. اما پیش از آن که قانون جدید به اجرا درآید، سوفیا جکس بلیک، خارج از انگلستان در امتحانات دانشگاه برن در مقطع اخذ دکترای پزشکی موفق شده و در ژانویه سال ۱۸۷۷م، مدرک دکترای پزشکی خود را دریافت کرده بود. ۴ ماه بعد او موفقیت دیگری اینبار در دوبلین کسب کرد. بر اساس قانون جدید و رفع موانع تبعیض جنسیتی، کالج پزشکان شاه و ملکه ایرلند پروانه صلاحیت کار به عنوان پزشک برای وی صادر کرد. به این ترتیب سوفیا جکس بلیک به عنوان سومین پزشک زن در کشور به عضویت شورای پزشکان عمومی بریتانیا درآمد.

### سابقه شغلی در مقام پزشک

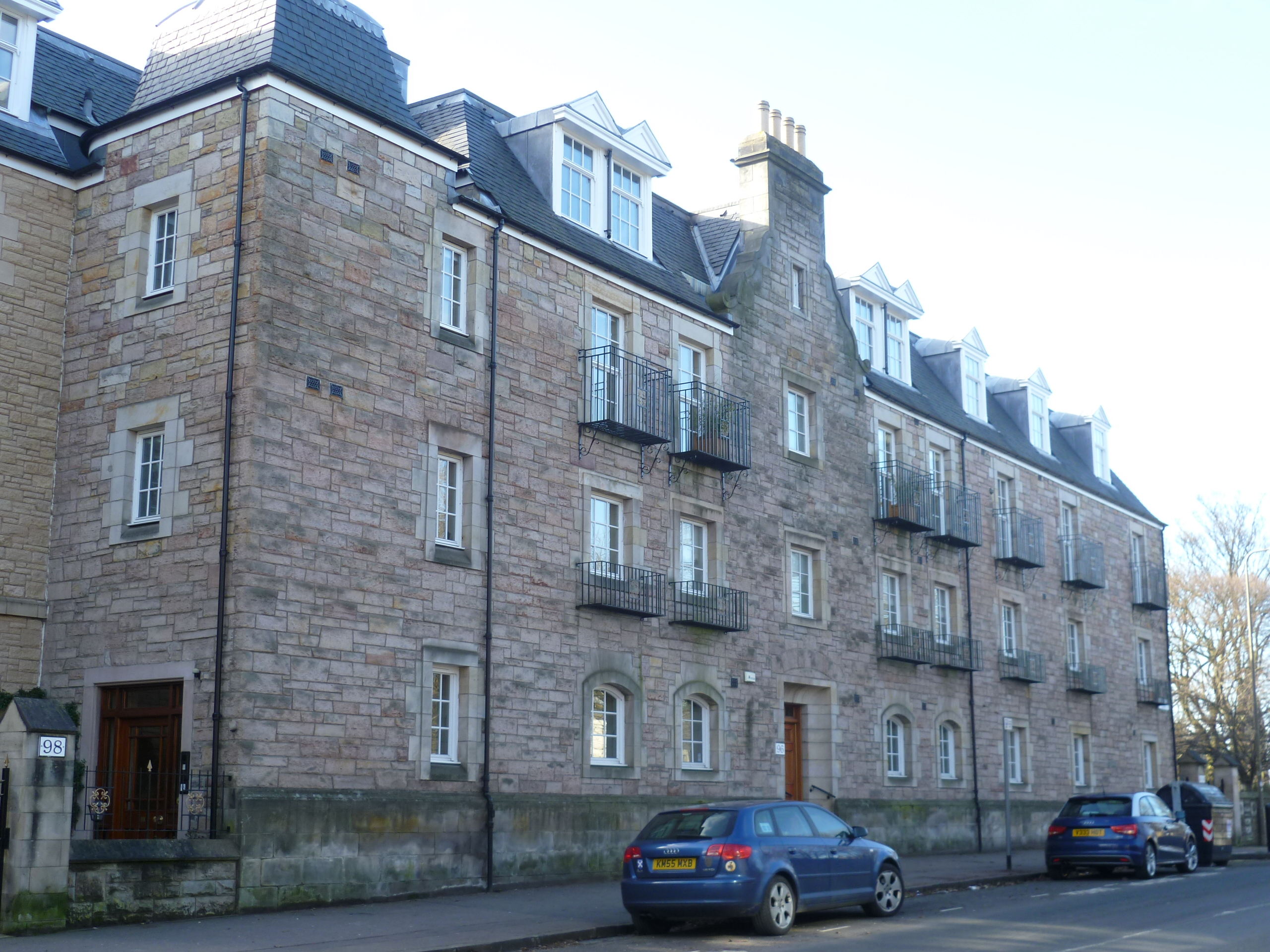
درمانگاه زنان و کودکان در ادینبرو که اکنون به آپارتمان خصوصی تبدیل شده‌است. (۲۰۱۰م)

سوفیا جکس بلیک پس از بازگشت به اسکاتلند، خانه ای در
ادینبرو اجاره کرد و در ماه ژوئن سال ۱۸۷۸م، تابلوی مطب خود را بر سردر آن نصب کرد. سوفیا اولین پزشک زن در تاریخ شهر ادینبرو بود. ۳ ماه بعد او یک درمانگاه سرپایی در محله دیگری از همان شهر گشود. در این درمانگاه زنان فقیر با پرداخت مبلغ ناچیزی مورد معاینه و درمان قرار می‌گرفتند. سال ۱۸۸۱م، سوفیا مادرش را از دست داد و مدتی به افسردگی دچار شد و از فعالیت دست کشید. ضمن اینکه درمانگاه که از کمک‌های خیریه برخوردار بود به تدریج گسترش یافت و در سال ۱۸۸۵م، به ساختمان بزرگتری در محل دیگری منتقل شد. در این ساختمان جدید یک بخش با ۵ تخت به درمانگاه سرپایی افزوده شده بود. به این ترتیب درمانگاه کوچک قبلی به یک بیمارستان کوچک ویژه زنان تبدیل شده بود. تنها بیمارستان ویژه زنان در اسکاتلند که کاملاً توسط زنان اداره می‌شد.

سوفیا جکس بلیک در سال ۱۸۸۶م،  دانشکده پزشکی ویژه زنان را در ادینبرو بنیان گذاشت. این دانشکده در واقع یک کلاس درس خارج از برنامه بود که توسط عده انگشت شماری از پزشکان مرد مرتبط با دانشگاه ادینبرو تدریس می‌شد. دانشجویان این کلاس از هر دو جنسیت مرد و زن بودند. اما موفقیت سوفیا جکس بلیک در امور آموزشی در مقایسه با موفقیت وی در اشتغال به پزشکی چندان نبود. به زودی بین سوفیا و شاگردانش اختلاف شدیدی درگرفت و پرونده دعوا به دادگاه راه باز کرد. دادگاهی که در آن ادعای غرامت سوفیا جکس بلیک در سال ۱۸۸۹م، به پیروزی رسید. با این حال طرف مقابل که از شاگردان سوفیا بود مدرسه دیگری گشود و به رقابت پرداخت. کلاس درسی که سوفیا جکس بلیک بنیان گذاشته بود در سال ۱۸۹۲م، همزمان با گشودن درهای دانشکده پزشکی دانشگاه ادینبرو به روی دانشجویان دختر تعطیل شد. اما مدرسه رقیب همچنان تا سال ۱۹۱۶م، دایر بود و سپس در دانشکده پزشکی کالج سلطنتی ادینبرو ادغام شد.

سوفیا جکس بلیک در مدت ۱۶ سال در منزل و درمانگاه شخصی خود در ادینبرو زندگی کرد و بیماران را پذیرفت. با بازنشستگی وی در سال ۱۸۸۹م، درمانگاه ویژه زنان و کودکان نیز به این خانه منتقل شد. این درمانگاه همچنان تا سال ۱۹۸۹م، مشغول فعالیت بود.

### شایعات و مسائل خصوصی
گویا زمانی شایعاتی در مورد یک رابطه عاشقانه بین سوفیا جکس بلیک و یک نویسنده و پزشک زن به نام مارگارت تاد که ۱۹ سال جوانتر بود وجود داشته‌است. بعد از بازنشستگی، جکس بلیک به روثرفیلد نقل مکان کرد. جایی که خانه مارگارت تاد به عنوان نویسنده ای که تازه به شهرت رسیده بود، به روی نسل جوان باز بود و حرف و حدیث بسیاری را موجب شده بود.

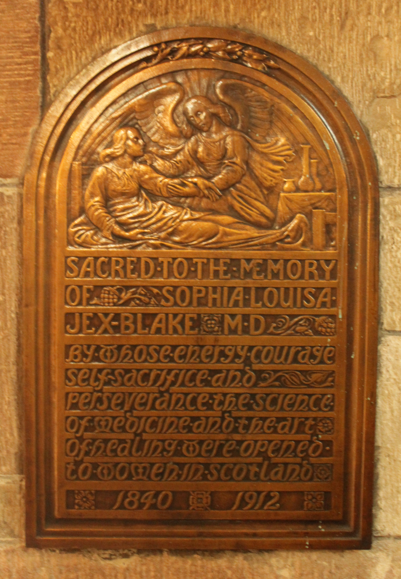
لوح یادبود سوفیا لوئیزا جکس بلیک در کلیسای جامع سنت جایلز

### درگذشت و یادبود
سوفیا جکس بلیک، دو هفته پیش از پایان سن ۷۲ سالگی در تاریخ ۷ ژانویه سال ۱۹۱۲م، در برایتون درگذشت. پس از درگذشت وی، دوست نویسنده و همکار جوان ترش، مارگارت تاد شرح زندگی سوفیا جکس بلیک را در قالب کتابی منتشر کرد.
در سال ۲۰۱۵م، دانشگاه ادینبرو در نزدیکی در ورودی دانشکده پزشکی با نصب لوح یادبودی از سوفیا جکس بلیک، به عنوان پیشگام آموزش زنان پزشک در بریتانیا یاد کرد و یادش را گرامی داشت. همچنین در همان سال سازمان حفظ آثار تاریخی در اسکاتلند از یک لوح یادبود مربوط به ماجرای ممانعت از ورود دختران دانشجو به سالن کالبدشکافی در تاریخ ۱۸ نوامبر ۱۸۷۰م، پرده برداری کرد.

در تاریخ ۶ ژوئیه ۲۰۱۹م، به اعضای گروه ادینبرو که به هفت زن پیشگام در تاریخ آموزش پزشکی به زنان گفته می‌شد و سوفیا جکس بلیک، از آن جمله بود، بعد از مرگشان به صورت غیابی و به منظور بزرگداشت یادشان،  دکترای افتخاری جراحی اعطاء شد. این مراسم اولین نمونه از مجموعه مراسم بزرگداشت این گروه ۷ نفره بود که در ادینبرو سازمان یافت.

در سال ۲۰۲۰م، کارخانه آبجوسازی در شهر ادینبرو به رسم یادبود نوعی آبجوی ممتاز جدید را به افتخار سوفیا جکس بلیک نامگذاری کرد.

در سال ۲۰۲۱م، نمایشنامه ای بر اساس تجربیات این گروه از زنان پیشگام در حرفه پزشکی و از جمله سوفیا جکس بلیک به قلم یک نویسنده اسکاتلندی به روی صحنه رفت.

## یادداشت
1. ↑  منظور گریس راس کادل (زاده ۲۵ اکتبر ۱۸۵۵ - درگذشته ۱۹ فوریه ۱۹۱۸) که یک پزشک اسکاتلندی  و یکی از اولین گروه زنانی بود که در اسکاتلند پزشکی تحصیل کرد و واجد شرایط شد، است.[۱۳]